# Echoes
"Echoes" es una canción del álbum Meddle, el sexto de la banda británica Pink Floyd. Está ampliamente considerada la composición más ambiciosa de la banda, incluyendo largos pasajes instrumentales, efectos de sonido e improvisaciones.
Escrita por los cuatro miembros de la banda (Roger Waters, Richard Wright, David Gilmour y Nick Mason), "Echoes" pone un extenso final al álbum Meddle. El tema dura 23 minutos y medio y ocupa todo el lado B del disco de vinilo original.
Aparece también en una versión reducida como el quinto tema de la recopilación que tomó su mismo nombre, Echoes: The Best of Pink Floyd. También aparece en el álbum Prism en 1987 como el Medley primero que abre el disco junto con Signs of Life. Ahí a Gilmour y a Wright se les olvida parte de la letra.
"Echoes" es la tercera canción más larga de Pink Floyd, después de "Atom Heart Mother" (23:44) y los segmentos combinados de "Shine on You Crazy Diamond" (26:11). A diferencia de aquellas, no está explícitamente dividida en partes; sin embargo la composición fue originalmente creada a partir de fragmentos separados y posteriormente dividida en dos partes para servir como apertura y cierre del filme Live at Pompeii.

## Composición

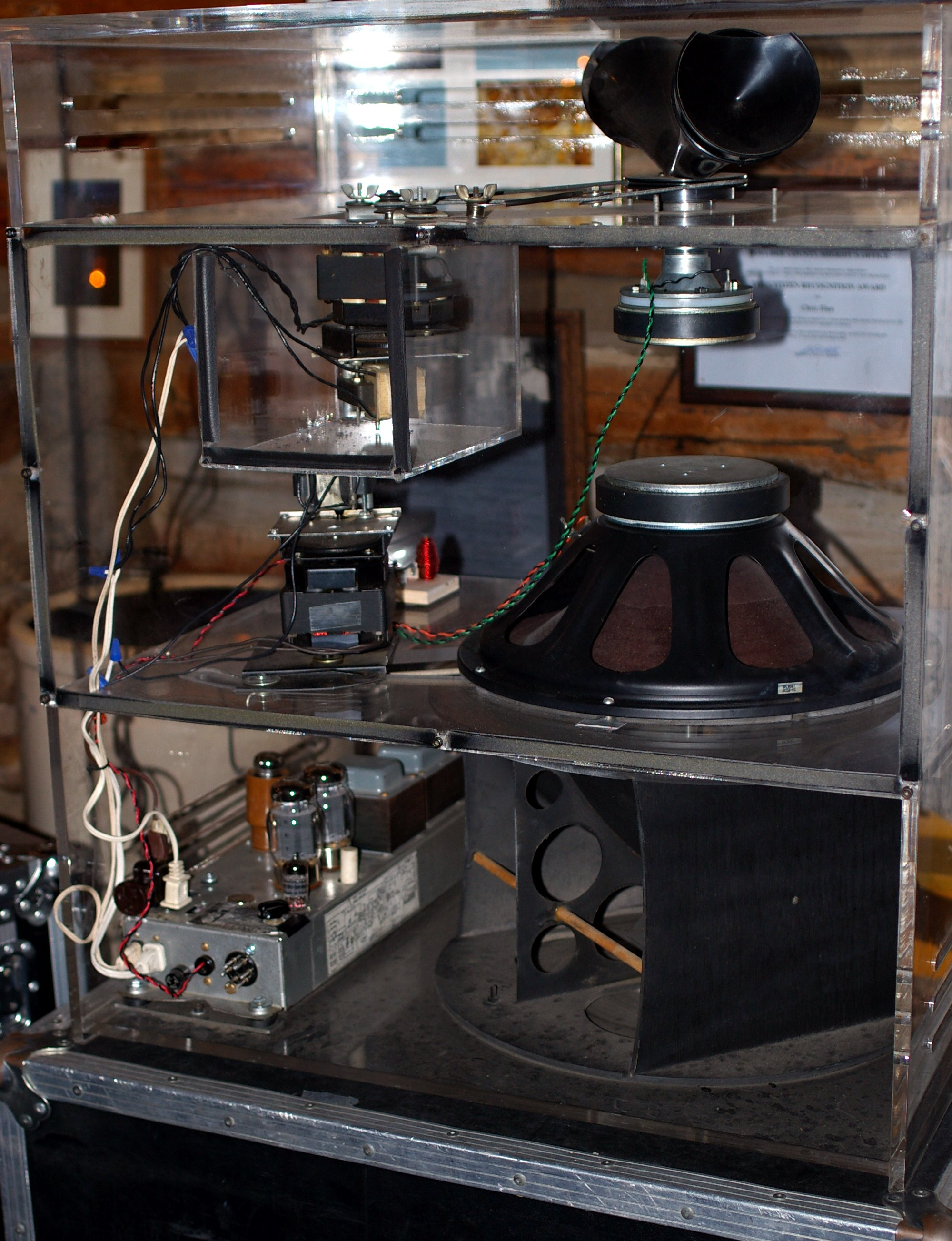
Altavoz Leslie.

La canción comienza con un único sonido, un distintivo "ping" tocado por Wright al piano, resultado de un experimento realizado en los comienzos de las sesiones de Meddle amplificando el segundo Si más alto del teclado y enviando la señal a través de un altavoz Leslie. El resultado es un agudo aunque fluido sonido que evoca de alguna forma a un sonar.
Wright continúa con una improvisación de piano, principalmente en el registro alto (aún a través del Leslie), que gradualmente articula el Do# menor típico del tema. Gilmour entra luego con un suave y moderado solo de guitarra, utilizando expresivas combinaciones de cuerdas. Conforme la introducción avanza entran el bajo seguido por la batería y, a continuación, el órgano Hammond.
La letra inicial, interpretada en armonía por Gilmour y Wright, llevan al oyente a un ambiente etéreo de contemplación de la vida. Cada estrofa sigue el patrón de diez versos, con las primeras dos siguiendo la secuencia Do#m, Sol#m, Fa#m, Sol#, mientras la última va al paralelo mayor Do♯M. Entre versos, Gilmour alterna entre riffs cromáticos de Do# y La.
Después de la segunda estrofa sigue un solo de guitarra que incorpora muchas de las combinaciones características de Gilmour, incluyendo el uso de múltiples guitarras superpuestas. Finalmente esta sección da lugar a la segunda sección de la canción, cuando los solos y riffs de fondo son reemplazados por un ritmo casi funk con bajo y percusión llanos.
Otro solo de guitarra comienza en seguida, haciendo uso de distorsión, feedback, wah-wahs y trémolos, lo que simula el uso de una slide guitar. Wright toca breves fraseos en su órgano Hammond, elevando lentamente la intensidad. Estos rellenos de órgano, junto con el ritmo de bajo y batería, comienzan a tomar protagonismo a la vez que la guitarra se hace cada vez más
distante y entra el sonido de viento como al principio del álbum.

## Antecedentes
Inicialmente la canción se iba a llamar "The return of the son of nothing", y tenía otra letra distinta a la actual. He aquí extractos de ella:
```
Planets meeting face to face
One to the other cried "how sweet!
If endlessly we might embrace
The perfect union deep in space"

Heaven might this once relent
And give us leave to shine as one
Our two lights here forever one light blended

And in that longing to be one
The parting summons' sound is drawn
I see you've got to travel on
And on and on, around the sun
```

Al ver que caían otra vez en la fórmula espacial, decidieron cambiarlo por algo más submarino. El único registro en audio que hay de esta versión es de un recital en Berlín en 1971.

## Créditos
- David Gilmour – voz, guitarra eléctrica, efectos de sonido
- Richard Wright – voz, órgano Hammond, órgano Farfisa, piano (con un Leslie speaker), efectos de sonido
- Roger Waters – bajo, efectos de sonido
- Nick Mason – batería, percusión, efectos de sonido